# Съезды Советов
Съезд Советов — высший орган власти в системе Советов рабочих, крестьянских и солдатских депутатов; высший территориальный орган власти в некоторых советских республиках в 1917—1937 годы. На съездах избирались исполнительные комитеты, которые съезд наделял полномочиями осуществлять законодательные, распорядительные и контролирующие функции в периоды между съездами Советов.

## Советская Россия и РСФСР
После Октябрьской революции 1917 года в Российской Советской Республике и РСФСР проводились всероссийские, краевые, областные, республиканские, губернские, окружные, уездные, волостные и районные съезды советов рабочих, крестьянских, казачьих и красноармейских депутатов. Съезды советов были упразднены в 1937 году с принятием новой Конституции РСФСР, которая ввела постоянно действующие представительные органы власти: на федеральном уровне — Верховный совет РСФСР, на уровне автономной республики в составе РСФСР — верховный совет автономной республики, на местном — советы депутатов трудящихся.
Съезды Советов республик в составе РСФСР
- Башкирская АССР — Всебашкирский съезд Советов
- Донецко-Криворожская Советская Республика — Областной съезд советов Донецкого и Криворожского бассейнов
- Карельская АССР — Всекарельский съезд советов
- Казахская АССР — Всеказахский съезд Советов

## СССР
СССР Всесоюзный съезд советов (1922—1936)
Съезды советов республик Союза ССР
| РСФСР           | Всероссийский съезд советов  |
| Украинская ССР  | Всеукраинский съезд советов  |
| Белорусская ССР | Всебелорусский съезд советов |
| ЗСФСР           | Всекавказский съезд советов  |

## Другие страны
- Бухарская Народная Советская Республика — Всебухарский курултай советов
- Тувинская Народная Республика — Великий хурал ТНР
- Монгольская Народная Республика — Великий Народный Хурал МНР